# Ayden
Ayden é uma cidade  localizada no estado norte-americano de Carolina do Norte, no Condado de Pitt.

## Demografia
Segundo o censo norte-americano de 2000, a sua população era de 4622 habitantes. 
Em 2006, foi estimada uma população de 4827, um aumento de 205 (4.4%).

## Geografia
De acordo com o United States Census Bureau, a localidade tem uma área de 6,0 km², dos quais 6,0 km² cobertos por terra e 0,0 km² cobertos por água. Ayden localiza-se a aproximadamente 20 m acima do nível do mar.

## Localidades na vizinhança
O diagrama seguinte representa as localidades num raio de 20 km ao redor de Ayden. 